# Senge Motomaro
Senge Motomaro (japanisch 千家 元麿; geboren 8. Juni 1888 in Tōkyō; gestorben 14. März 1948) war ein japanischer Dichter.

## Leben und Wirken
Senge Motomaro war der Sohn des Barons Senge Takatomi (千家尊福; 1845–1918), der 1893 eine Gedichtsammlung „Neujahrstag“ (一月一日, Ichigatsu ichijitsu) publiziert hatte. Mit 17 Jahren begann Motomaro Gedichte, Lieder und Haiku in Zeitschriften wie „Yorozu chōhō“ (万朝報) oder „Dempō shimbun“ (電報新聞) zu publizieren. 1912 gründete er mit Satō Sōnosuke (佐藤惣之助; 1890–1942) und anderen die Zeitschrift „Terrakotta“ (テラコッタ). Er nahm Verbindung auf zu Mushanokōji Saneatsu und der Künstlergruppe Shirakaba und verfasste Romane und Dramen. Ab 1916 konzentrierte er sich auf das Verfassen von Gedichten. Seine erste Gedichtsammlung „Selbst gesehen“ (自分は見た, Jibun wa mita), die 1918 erschien, bestand aus Gedichten, die das einfache Leben gewöhnlicher Bürger darstellten. Die Sammlung beginnt mit dem Gedicht „Geräusch der Fahrzeuge“ (車の音, Kuruma no oto), das oft zitiert wird.
Senge war sehr produktiv. In einigen Jahren schrieb er jeden Monat 30 bis 40 Gedichte. Er bezeichnete seine Gedichte als „kunstlos“, aber von dieser Kunstlosigkeit sind gerade seine besten Gedichte, nämlich die, in denen er tägliche Begebenheiten ohne übertriebene Emotionen beschrieb. Zu seinen besten Werken gehört (neben dem „Selbst gesehen“) „Das Haus aus alten Zeiten“ (昔の家) aus dem Jahr 1929. Das ist ein langes erzählendes Gedicht, das seine aristokratische Erziehung zum Thema hat.